# Ололай
Олола̀й (на италиански и на сардински: Ollolai) е село и община в Южна Италия, провинция Нуоро, автономен регион и остров Сардиния. Разположено е на 960 m надморска височина. Населението на общината е 1395 души (към 2010 г.).